# 1513 aux échecs
| Années des échecs : 1510 - 1511 - 1512 - 1513 - 1514 - 1515 - 1516    |
| Décennies des échecs : 1480 - 1490 - 1500 - 1510 - 1520 - 1530 - 1540 |

Cet article présente les faits marquants de l'année 1513 aux échecs.

## Événements majeurs
- Levée de l'anathème sur les échecs par le pape Léon X, probablement à la suite du livre « Questo libro... » publié l'année précédente par Pedro Damiano, en particulier suivant les développements liés à l'apport des échecs dans l'éducation.